# 子神社 (横浜市保土ケ谷区)
子神社（ねじんじゃ）は、神奈川県横浜市保土ケ谷区今井町にある神社。
現在は笠䅣稲荷神社の兼務社になっている。

## 歴史
創建は不詳だが、棟札によると天和3年（1683年）12月28日に社殿が再興され、文化5年（1808年）9月18日にも社殿の造営が行われ、文化7年（1810年）には石鳥居が建立された。
明治6年（1875年）、村社に列格。現在の社殿は、昭和51年（1976年）10月16日に竣工。

## 所在地・交通
神奈川県横浜市保土ケ谷区今井町167
- 横須賀線東戸塚駅下車徒歩約35分
- 東戸塚駅西口（バス2番のりば）より相鉄バス旭6系統（二俣川駅南口行きなど）：「環2今井」バス停下車徒歩約5分